# Quintela (Creciente)
Quintela (oficialmente San Caetano de Quintela) es una parroquia española del municipio de Creciente, perteneciente a la provincia de Pontevedra, en la comunidad autónoma de Galicia.

## Toponimia
La parroquia puede aparecer referida como «Quintela», «San Caetano de Quintela» y «San Cayetano de Quintela».

## Historia
Hacia mediados del siglo XIX, la parroquia, ya por entonces perteneciente a Creciente, tenía contabilizada una población de 250 habitantes. Aparece descrita en el decimotercer volumen del Diccionario geográfico-estadístico-histórico de España y sus posesiones de Ultramar de Pascual Madoz con las siguientes palabras:

QUINTELA (San Cayetano(: felig. en la prov. de Pontevedra (9 leg.), part. jud. de Cañiza (1 1/2), dióc. de Tuy (6), ayunt. de Crecente (1/8). sit. á la der. del r. Miño en terreno desigual; reinan principalmente los aires del N. y S.: el clima es templado y sano. Tiene 50 casas distribuidas en los l. de Agueiro, Borbote, Cabo de Aldea, Cancelo, Coedros, Sabante, Seigeira y Soutelo, y distintas fuentes de buenas aguas. La igl. parr. (San Cayetano) se halla servida por un cura de entrada y de provision real y del abad de la col. de Crecente, de la cual e saneja: hay tambien una capilla dedicada á Sta. Marina. Confina el term. Freijo por N. y E.; r. Miño al S., y O. Sta. Marina de Ribera. El terreno es de buena calidad; sus montes estan poblados de pinos, robles y algunos castaños. Los caminos dirigen á Tuy, Ribadavia y Orense, su estado regular: el correo se recibe de Ribadavia. prod.: maiz, centeno, vino, lino, patatas y castañas; se cria gaando vacuno, caza de perdices, conejos y liebres, y pesca de varias especies. ind.: la agrícola, molinos harineros y telares de lienzos. pobl.: 50 vec., 250 almas. contr.: con su ayunt. (V.).
(Madoz, 1849, p. 343)

En 2022, tenía empadronados 171 habitantes.